# Hoàng Tây
Hoàng Tây là một xã thuộc thị xã Kim Bảng, tỉnh Hà Nam, Việt Nam.

## Địa lý
Xã Hoàng Tây có diện tích 4,84 km², dân số năm 2023 là 6.746 người, mật độ dân số đạt 1.393 người/km².

## Hành chính
Xã Hoàng Tây được chia thành 3 thôn: Thọ Lão, Thọ Lão 1, Yên Lão.

## Lịch sử
Ngày 14 tháng 11 năm 2024, Ủy ban Thường vụ Quốc hội ban hành Nghị quyết số 1288/NQ-UBTVQH15 về việc sắp xếp đơn vị hành chính cấp huyện, cấp xã của tỉnh Hà Nam giai đoạn 2023 – 2025 (nghị quyết có hiệu lực từ ngày 1 tháng 1 năm 2025). Theo đó, thành lập thị xã Kim Bảng thuộc tỉnh Hà Nam. Xã Hoàng Tây trực thuộc thị xã Kim Bảng.

## Văn hóa
- Đền làng Thọ Lão ở xã Hoàng Tây thờ Uy Công Hiển Ứng Đại Vương triều Đinh Tiên Hoàng.
- Đình Đền Trải thờ Đông Hải Đại vương Nguyễn Phục là một vị tướng thời Hậu Lê có công giúp vua Lê Thánh Tông đánh tan quân Chiêm Thành giữ yên bò cõi.